# خاربوتوویتسه (استان سیلسیان)
خاربوتوویتسه (به لهستانی:  Harbutowice) یک روستا در لهستان است که در گمینا سکوچوو واقع شده‌است. خاربوتوویتسه ۱٫۷۷ کیلومتر مربع مساحت و ۸۸۳ نفر جمعیت دارد.